# (36846) 2000 SC121
2000 SC121 (asteroide 36846) é um asteroide da cintura principal. Possui uma excentricidade de 0.13833590 e uma inclinação de 5.23038º. Este asteroide foi descoberto no dia 24 de setembro de 2000 por LINEAR em Socorro.